# Villa del Conte
Villa del Conte es una localidad y comune italiana de la provincia de Padua, región de Véneto, con 5.361 habitantes.

## Evolución demográfica
| Gráfica de evolución demográfica de Villa del Conte entre 1861 y 2001 |
|                                                                       |
| Fuente ISTAT - elaboración gráfica de Wikipedia                       |